# Heliconia berryi
Heliconia berryi es una especie de plantas de la familia Heliconiaceae. Es endémica de Napo en Ecuador. Su hábitat natural son las montañas subtropicales o tropicales. 

## Descripción
Una hierba terrestre endémica de las laderas orientales de los Andes ecuatorianos, donde se conoce a partir de dos poblaciones. Reportado en 1990 y 1996, a unos 30 km después de El Chaco en la carretera Baeza-Lago Agrio. No sabe que se produzcan en el interior de la red de áreas protegidas de Ecuador. Ningún ejemplar de esta especie se encuentra en museos ecuatorianos. Además de la destrucción del hábitat, no se conocen amenazas específicas.

## Taxonomía
Heliconia berryi fue descrita por Abalo & G.Morales y publicado en Boletín de la Sociedad Venezolana de Ciencias Naturales 44(147): 140. 1991.
Etimología
Heliconia: nombre genérico que hace referencia a la montaña griega Helicón, lugar sagrado donde se reunían las Musas.
berryi epíteto otorgado en honor del botánico Andrew Berry.